# Lispocephala flexa
Lispocephala flexa är en tvåvingeart som beskrevs av Hardy 1981. Lispocephala flexa ingår i släktet Lispocephala och familjen husflugor. Inga underarter finns listade i Catalogue of Life.